# Savinškova ulica, Novo mesto
Savinškova ulica je ena od ulic v Novem mestu. Ulica poteka jugovzhodno od zaključka ulice Mala Cikava in Podbevškove ulice. Trenutno Savinškova ulica ne obsega še nobene hišne številke, poimenovana pa je po kiparju Jakobu Savinšku. Prvo ulico, poimenovano po tem kiparju je Novo mesto dobilo že leta 1993, takrat pa je potekala desno od Šentjernejske ceste. Z Odlokom o spremembah in dopolnitvah Odloka o ulicah v Novem mestu, ki je bil sprejet 15. julija 2010 na 31. seji Občinskega sveta Mestne občine Novo mesto (Uradni list, št. 62/10), pa je bil njen potek spremenjen.